# Pakowanie DNA
Pakowanie DNA – proces polegający na samokonfiguracyjnym zamykaniu się DNA w odpowiednim pakiecie. DNA samoczynnie pakuje się w kapsyd wirusa poprzez oddziaływanie cząsteczek osłonowych. 
Ta samoczynność procesu jest wynikiem losowych zmian układu dążącego do zachowania minimum swobodnej energii. Pakujące komponenty kapsydów wirusów mają często ciekawe geometryczne kształty. Zapakowany DNA może być następnie przekazany do komórek gospodarza. Podobny mechanizm zwijania  się DNA występuje w komórkach eukariotycznych, gdzie większość DNA jest zapakowana, a tylko aktywne obszary transkrypcyjnie są rozwinięte tak by informacja genetyczna była dostępna do organizacji procesów danej wyspecjalizowanej komórki.